# Municipio de Dover (condado de Lenawee)
El municipio de Dover (en inglés: Dover Township) es un municipio ubicado en el condado de Lenawee en el estado estadounidense de Míchigan. En el año 2010 tenía una población de 1834 habitantes y una densidad poblacional de 20,12 personas por km².

## Geografía
El municipio de Dover se encuentra ubicado en las coordenadas 41°51′25″N 84°10′38″O / 41.85694, -84.17722. Según la Oficina del Censo de los Estados Unidos, el municipio tiene una superficie total de 91.13 km², de la cual 90,86 km² corresponden a tierra firme y (0,3 %) 0,27 km² es agua.

## Demografía
Según el censo de 2010, había 1834 personas residiendo en el municipio de Dover. La densidad de población era de 20,12 hab./km². De los 1834 habitantes, el municipio de Dover estaba compuesto por el 93,84 % blancos, el 0,71 % eran afroamericanos, el 0,6 % eran amerindios, el 0,33 % eran asiáticos, el 2,02 % eran de otras razas y el 2,51 % eran de una mezcla de razas. Del total de la población el 7,74 % eran hispanos o latinos de cualquier raza.